# Belevi, Taşova
Belevi là một thị trấn thuộc huyện Taşova, tỉnh Amasya, Thổ Nhĩ Kỳ. Dân số thời điểm năm 2010 là 837 người.